# Karnawał rzymski (Berlioz)
Karnawał rzymski op.9 to uwertura koncertowa Hectora Berlioza skomponowana w 1844 roku.
Kiedy Berlioz w 1838 roku wystawił swą operę Benvenuto Cellini, podobnie jak inne jego dzieła sceniczne, nie cieszyła się powodzeniem i po kilku przedstawieniach została zdjęta z afisza. W dziesięć lat później kompozytor wrócił do tematu (akcja opery umiejscowiona była w 1532 roku podczas zapustów w Rzymie), pisząc uwerturę Karnawał rzymski. 
Berlioz tworząc dzieło pełne temperamentu znakomicie oddał charakter karnawałowej zabawy. Utwór ten zaliczany jest do najlepszych dzieł kompozytora.